# 戴帽式

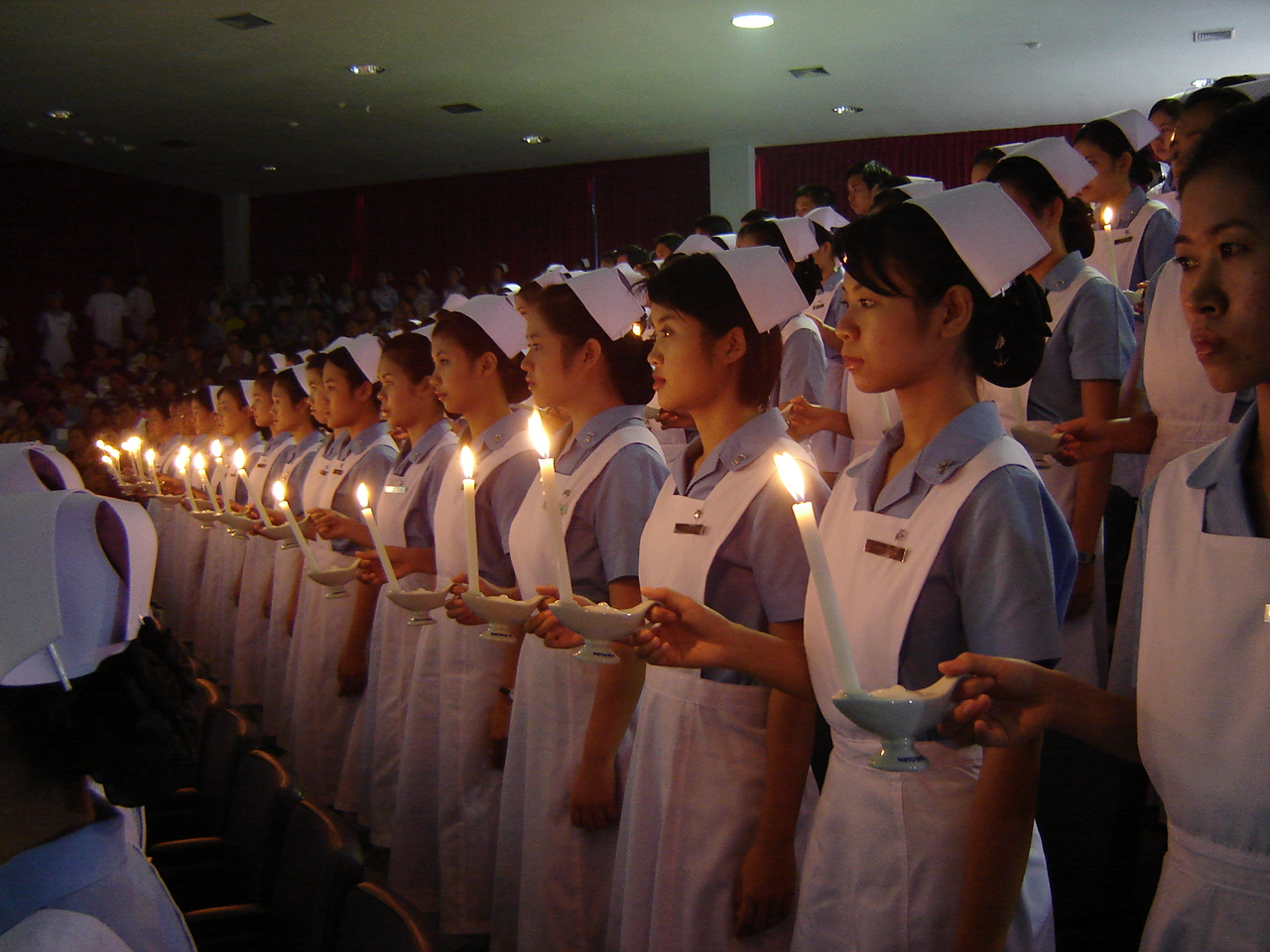
戴帽式

戴帽式（たいぼうしき）(英語Dai Fei)は、看護学校、看護系大学や、歯科衛生士学校で看護師や歯科衛生士を目指す学生たちが、初めての病院実習に臨む直前に、教員が、学生一人一人にナースキャップを与え、看護師、歯科衛生士を目指すものとしての職業に対する意識を高め、またその責任の重さを自覚させるための儀式。通称、キャッピング（戴帽）ともいう。ナースキャップをつけてもらった戴帽生（たいぼうせい）が、ナイチンゲール像から灯りを受け取り、そのキャンドルの明かりの中でナイチンゲール誓詞を朗読するというのが、一般的な内容である。

## 歴史
日本では、大正5年、聖路加病院高等看護学院(今の聖路加看護大学)で初めて行われたのが始まりだといわれている。男子は帽子のようなものをつけるケースや、代わりの品物（電卓や徽章）を与えられるケースが多い。

## ナースキャップ廃止に伴う傾向
ナースキャップのかたちを整えるために使われている糊が、院内感染の原因になりかねないということで、病院などの臨床現場では既にナースキャップの着用を廃止した施設が圧倒的で、戴帽式をやらない学校も出てきているが、冒頭で記載したように職業に対する意識を高め、またその責任の重さを自覚させるための儀式として戴帽式を実施している教育機関がある。
また、キャップなしでセレモニーをするため、呼び名を「宣誓式」、「ウェアセレモニー」、「ナーシングセレモニー」や「戴灯式」(フローレンス・ナイチンゲールがクリミア戦争で夜間もランプの明かりを頼りに患者から患者へと見守り続けた故事からきている。戴帽式と底に流れている精神は同じ。戴帽式から、戴灯式に変わったということで、頭の上に蝋燭を立てるのかという無知な揶揄も当時はあった)などに変えているところもある。